# Claudio Rivalta
Claudio Rivalta est un footballeur italien né le 30 juin 1978 à Ravenne en Italie. Il évolue au poste de défenseur au Spezia Calcio 1906.

## Biographie
Claudio Rivalta intègre la sélection espoirs italienne et remporte avec elle l'Euro espoirs 2000 sous les ordres de Marco Tardelli. Il prend part dans la foulée aux Jeux olympiques 2000 et y atteint les quarts-de-finale.

## Palmarès

### En club
| - AC Cesena - Serie C1/A - Champion : 1998. |  | - Atalanta Bergame - Serie B - Champion : 2006. |

### En équipe nationale
- Italie espoirs
  - Euro espoirs
    - Vainqueur : 2000.